# Rebelión en Baréin de 2011-2012
La rebelión en Baréin de 2011-2012 fue un movimiento de protesta civil desarrollado en ese país en el marco de la "Primavera árabe". Las manifestaciones iniciaron el 14 de febrero de 2011 exigiendo una reforma del sistema de gobierno para alcanzar una reforma democrática. Posteriormente, tras la sangrienta noche del 17 de febrero, cuando se atacó a los manifestantes que dormían en la Plaza de la Perla en Manama, la capital del país, también se empezó a exigir el fin de la monarquía.

## Trasfondo
La comunidad islámica chií, mayoritaria en Baréin, recibe un trato inferior en empleo, vivienda e infraestructura en comparación a la minoría del grupo suní.[cita requerida] El gobierno bahreiní incluso importa suníes del sur de Asia, zonas tribales de Baluchistán y Siria para contrarrestar el aumento en la proporción de la población chií.[cita requerida] Los musulmanes chiItas están impedidos de ejercer cargos de relevancia política y militar.[cita requerida] Baréin posee un parlamento electo popularmente; sin embargo, el poder legislativo tiene menor peso político que el ejecutivo.[cita requerida] Por lo tanto, el parlamento no puede lidiar contra la situación.[cita requerida]

## Protestas
El 4 de febrero, cientos de bahreiníes se apostaron frente a la embajada egipcia en Manama para expresar su solidaridad con las protestas en contra de la dictadura de Hosni Mubarak de la revolución egipcia de 2011. De acuerdo con el Wall Street Journal, se trataba de «una de las primeras aglomeraciones que se celebrarían en los estados ricos en petróleo del Golfo Pérsico».[cita requerida]

## Represión y regreso a la Plaza de la Perla
El ejército de Baréin dispara contra los manifestantes, se reporta que aproximadamente 50 personas han resultado heridas y que han sido transportadas a los hospitales por otros manifestantes, ya que los agentes de seguridad han impedido a las ambulancias penetrar en el centro de la capital.
La monarquía hereditaria bajo el mandato de la familia Al Khalifa quiere evitar con un fuerte despliegue policial y militar que la Plaza Perla se convierta en una nueva Plaza Tahrir, símbolo de la revolución egipcia. La gente se ha refugiado en el cercano hospital de Salmaniya.
Muchos manifestantes que han huido de las calles de Manama por la fuerte represión han seguido coreando consignas contra la monarquía dentro del complejo del hospital de Salmaniya. Después de esta acción y la indignación mundial, el ejército se retira de la plaza ante las reclamaciones del mundo occidental por su excesiva fuerza y brutalidad. El ejército se ha retirado y más de 4 mil personas han regresado a esta plaza, símbolo de la revuelta contra el régimen en la capital de Baréin y escenario de una violenta represión policial. Ante este hecho, los manifestantes perciben su regreso como una victoria frente al gobierno. "Hoy las cosas han comenzado a volver a la normalidad. Nuestro deber es mantener la paz y la estabilidad para evitar las divisiones y una crisis; cuanto más mantengamos la tranquilidad, más fácil podemos alcanzar nuestros objetivos", declaraba el príncipe heredero encargado por el rey, Hamad bin Isa al Jalifa, al iniciar un diálogo político con todas las partes. Tras la violenta represión de ayer, que dejó varios muertos y decenas de heridos, el gobierno ha cedido a una de las dos exigencias marcadas por la oposición para aceptar esta oferta de diálogo. La segunda, aún no atendida, es la dimisión de todo el gobierno y la instauración de una monarquía constitucional.

## Cronología de los hechos

### 4 de febrero
Comienzan una serie de protestas y manifestaciones exigiendo la renuncia del rey y su cambio de sistema de gobierno, lo cual hace que miles de manifestantes se expresen contra el régimen del rey Hamad Bin Isa al Jalifa, en el poder desde 1999. Como resultado de esta acción y ante la enérgica reacción militar y policial para reprimir las protestas, una persona muere.

### 15 de febrero
Oficialmente se informa que una persona muere y varias decenas resultan heridas, resultado de una acción militar dada a la orden de despejar la plaza y abrir fuego contra los manifestantes. Con esto las fuerzas policiales intentan liberar la emblemática plaza de la multitud que celebraba un funeral simbólico por el joven muerto durante las primeras protestas contra el régimen.

### 17 de febrero
Hubo cuatro muertos y unos 600 heridos en enfrentamientos en Al Baida, según datos de la Asociación de la Juventud Bahreiní para los Derechos Humanos. Los ministros de relaciones exteriores del Golfo Pérsico tienen una reunión urgente en Manama con el fin de estudiar la candente situación de la nación.

### 18 de febrero

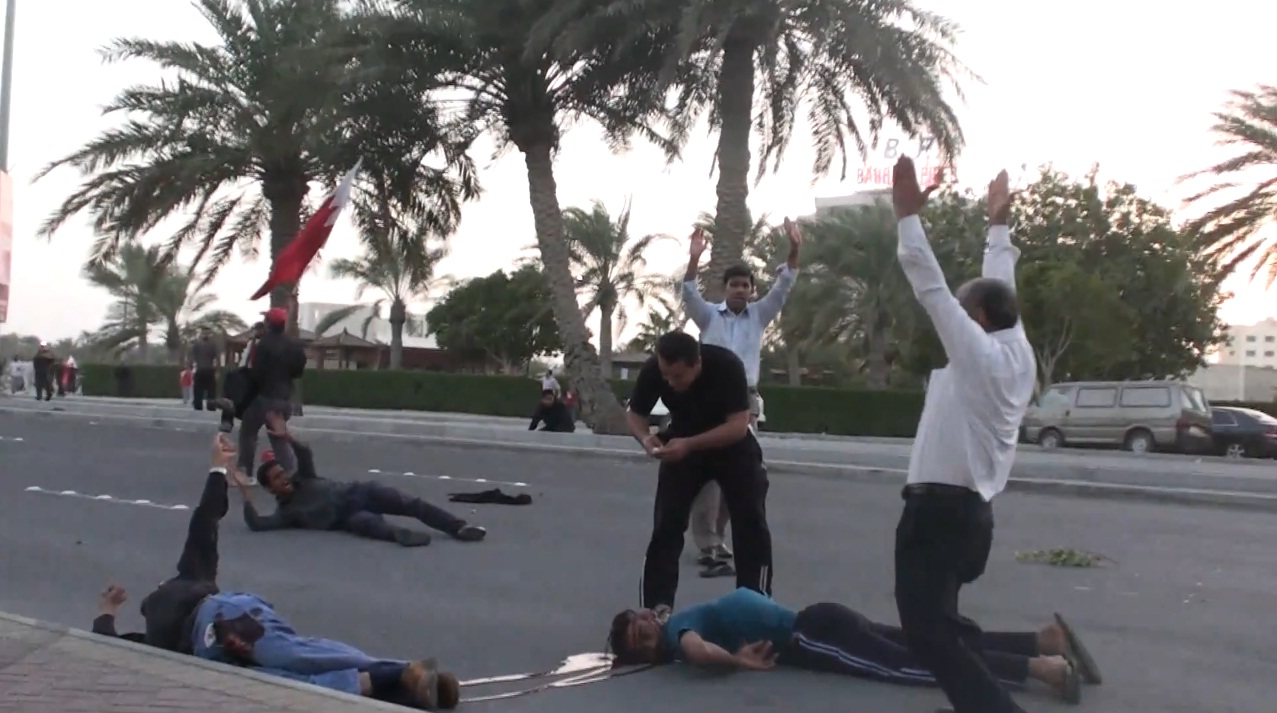
Manifestantes bahreiníes siendo disparados por militares, 18 de febrero de 2011

Miles de manifestantes exigen el fin de la dinastía suní reinante. Un funeral multitudinario recuerda a los tres muertos en el desmantelamiento del campamento rebelde. Muerte para el rey y no hay diferencias entre suníes y chiíes. Todos somos hermanos, somos Bahreiníes.

### 19 de febrero
El Ejército se retira de la plaza de la Perla. Los manifestantes la retoman con gritos contra el rey y por la unidad de suníes y chiíes en una única sociedad, y reclaman la instauración de una monarquía constitucional, con la cual se democratice el entorno político y se demuestre algo de igualdad social en esta pequeña nación.

### 20 de febrero
Calma aparente en la plaza Perla de Manama, en la capital de Baréin. Cientos de personas siguen acampadas en sus alrededores a la espera de que se inicie el diálogo entre el gobierno y la oposición, que hoy dará a conocer sus exigencias al rey Hamad Isa al Jalifa. Una de ellas es la liberación de todos los detenidos por participar en las manifestaciones de protesta contra el régimen, que, en una semana, han dejado al menos 6 muertos y decenas de heridos. La oposición también exige la formación de un nuevo gobierno y la instauración de una monarquía constitucional.
Casi todos sus integrantes son miembros de la comunidad chií, que es mayoritaria en el país y se siente discriminada por la minoría suní, que, al amparo de la monarquía del mismo credo, acapara los principales puestos en la administración oficial y el ejército.

### 21 de febrero
Baréin entró en su noveno día de protestas. Cientos de manifestantes seguían acampando en la plaza Perla, el símbolo de la revolución en esta minúscula monarquía del Golfo Pérsico. La huelga general no había conseguido paralizar el país. Como signo de apertura, el ejecutivo retiró a la policía y el ejército del centro de Manama, pero la oposición condiciona, ahora, su participación en un diálogo con el gobierno -como ofreció, este fin de semana, el príncipe heredero- a que se den pasos previos en favor de las reformas políticas. La oposición, mayoritariamente de confesión chií, exige la puesta en práctica de una verdadera monarquía constitucional, ya que con la actual el parlamento y el gobierno están controlados por el monarca.
Por su parte los organizadores del GP de Baréin han decidido cancelar la carrera que iba a abrir la temporada de Fórmula 1 debido a las revueltas sociales que se están produciendo en el país. El Circuito Internacional de Baréin ha anunciado que la monarquía de Baréin suspende el Gran Premio para centrarse en el proceso de diálogo nacional.

### 21/22 de febrero
En Baréin se prepara para la gran manifestación prevista para este martes. El objetivo: movilizar a cien mil personas contra el poder, en este pequeño reino de apenas 700.000 habitantes. Entretanto, este lunes miles de personas han vuelto a salir a la calle. En la plaza de la Perla en Manama, los profesores, en huelga para pedir mejores condiciones laborales, han llevado la voz cantante. En esta plaza, convertida en el símbolo de la revuelta popular, un hospital de campaña se prepara para lo que pueda ocurrir.
La oposición espera que la oferta de diálogo del príncipe heredero permita la instauración de una monarquía constitucional. Sin embargo, los manifestantes chiíes, radicalizados por la violenta represión de la semana pasada, solamente querían el fin de la dinastía suní de los Al Jalifa. “La policía y el ejército atacaron nuestro campamento con todos sus medios. Por eso cuando la gente comenzó a volver, me vine con ellos y levantaré mi tienda de campaña una y otra vez”, dice un joven en el hospital de campaña. “Trabajo como voluntaria. Ayudo a la gente. En la situación actual en Baréin tenemos que estar juntos”, afirmó una chica.
La represión de las protestas dejó ya siete víctimas mortales, tras la muerte de un joven manifestante chií alcanzado por un tiro en la cabeza hace tres días.
La economía del más pequeño país del Golfo Pérsico sufre las consecuencias. La agencia de calificación Standard & Poor’s ha rebajado la calificación de su deuda soberana a largo y corto plazo.

## El regreso de un opositor desde Londres
Una figura de la oposición de Baréin tenía previsto volver al país árabe del Golfo el martes 22 de febrero de 2001, después de una semana de protestas sin precedentes por parte de la mayoría musulmana chií contra la monarquía suní. Hasan Mushaimaa, líder del movimiento opositor Haq, dijo en su página de Facebook el lunes que quería ver si los líderes del archipiélago eran serios sobre el diálogo o si le detendrían. Tenía previsto llegar el martes por la noche.
Mushaimaa, que vive en Londres, es una de las 25 personas procesadas desde el año pasado por un supuesto intento golpista, pero un comunicado del rey Hamad bin Isa el lunes sugirió que el juicio sería archivado, lo que permitiría volver a Mushaimaa sin contratiempos.

## Intervención extranjera

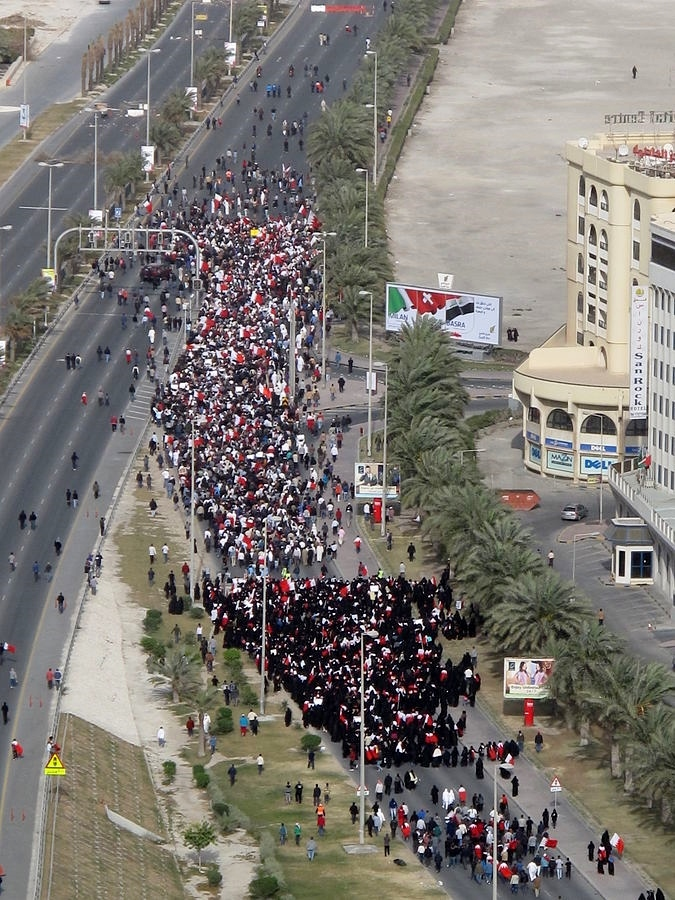
Protestas contra la intervención saudí en Baréin.

El 14 de marzo las autoridades reconocen que han ingresado a Baréin efectivos militares de países vecinos para reforzar los dispositivos de seguridad contra los manifestantes. Al menos 1000 hombres procedentes de Arabia Saudí y 500 policías de Emiratos Árabes Unidos entraron al país.

## Represión y destrucción de la plaza de la Perla
Después de una dura represión que causó varios muertos y heridos las autoridades de Baréin procedieron a destruir la Plaza de la Perla, centro de manifestaciones de la oposición desde febrero. Se reporta que las autoridades han detenido a varias activistas de derechos humanos, y opositores, con el apoyo de las fuerzas extranjeras que ingresaron al país.
El rey ha decretado la ley marcial por tres meses.

## Supuesto complot
El rey de Baréin, Hamad Bin Issa al Jalifa, asegura haber frustrado un complot extranjero contra su país y contra las casas reinantes sunitas de los países del Golfo Pérsico, y agradeció el apoyo de los miembros del Consejo de Cooperación del Golfo (CCG) en esta crisis mientras llegaba a la isla más apoyo de fuerzas armadas de Kuwait.

## La ONU denuncia desapariciones y hay choques con Irán
La ONU denuncia que entre 50 y 100 personas se encuentran desaparecidas en Baréin después de la dura represión y días posteriores a la intervención saudita al reino isleño. Además, tiene informes de que los bahreníes son detenidos por hablar con los medios de comunicación. Activistas políticos, defensores de derechos humanos, periodistas, doctores y enfermeras son llevados a prisión o atacados.
Las autoridades también cortan los teléfonos a quienes intentan dar a conocer lo que sucede en la pequeña isla del Golfo Pérsico y a sus familiares, según la ACNUR. La ACNUR recordó a las autoridades de Baréin, gobernada por una monarquía, que hablar con la prensa o manifestarse no son un delito y que las personas heridas en las protestas tienen derecho a recibir atención médica. Baréin retiró a sus principales diplomáticos de Irán precisamente por criticar la represión ejercida contra los manifestantes, y ha sido expulsado el encargado de negocios del país persa en el país, lo que ha despertado una creciente división en la región entre los países controlados por suníes y por chiíes, y entre estas medidas ha recomendado a sus nacionales no viajar a Líbano.
El gobierno iraní expulsó a un diplomático de Baréin en represalia por la expulsión del encargado de negocios de la embajada de Irán en ese país.

### Prohibición de viaje
La aerolínea estatal de Baréin, Gulf Air, ha suspendido las conexiones con Líbano. El emirato pidió a sus ciudadanos que no viajaran allí tras declaraciones de apoyo a Hezbolá por parte de grupos chiíes antigubernamentales. La medida se extiende a Irán e Irak, países que lanzaron fuertes críticas contra la represión, y hay una mayoría chiíes que ocupa altos puestos gubernamentales.

## Renuncia de funcionarios y tensa calma
La situación en Baréin se encuentra en una "fase muy peligrosa", aseguró el canciller, jeque Jaled bin Ahmad al Jalifa, ante las divisiones religiosas que afectan al país tras la renuncia la semana pasada de los titulares chiíes de las carteras de Salud y Vivienda, quienes protestaron por las fuertes represiones contra los manifestantes opositores que piden cambios constitucionales en el país y se sumaron a las renuncias de varios jueces chiitas.
La actividad económica desde el día de la represión poco a poco ha retornado a la normalidad. Casas de cambio, tiendas de recuerdos, bancos y restaurantes han reabierto sus puertas y el tránsito se hace con total alivio; en otros lugares, es nula, pero un mes de protestas antigubernamentales y la dura respuesta policial contra los manifestantes han dejado a esta isla-Estado conmocionada y dividida.

## Protestas del 25 de marzo

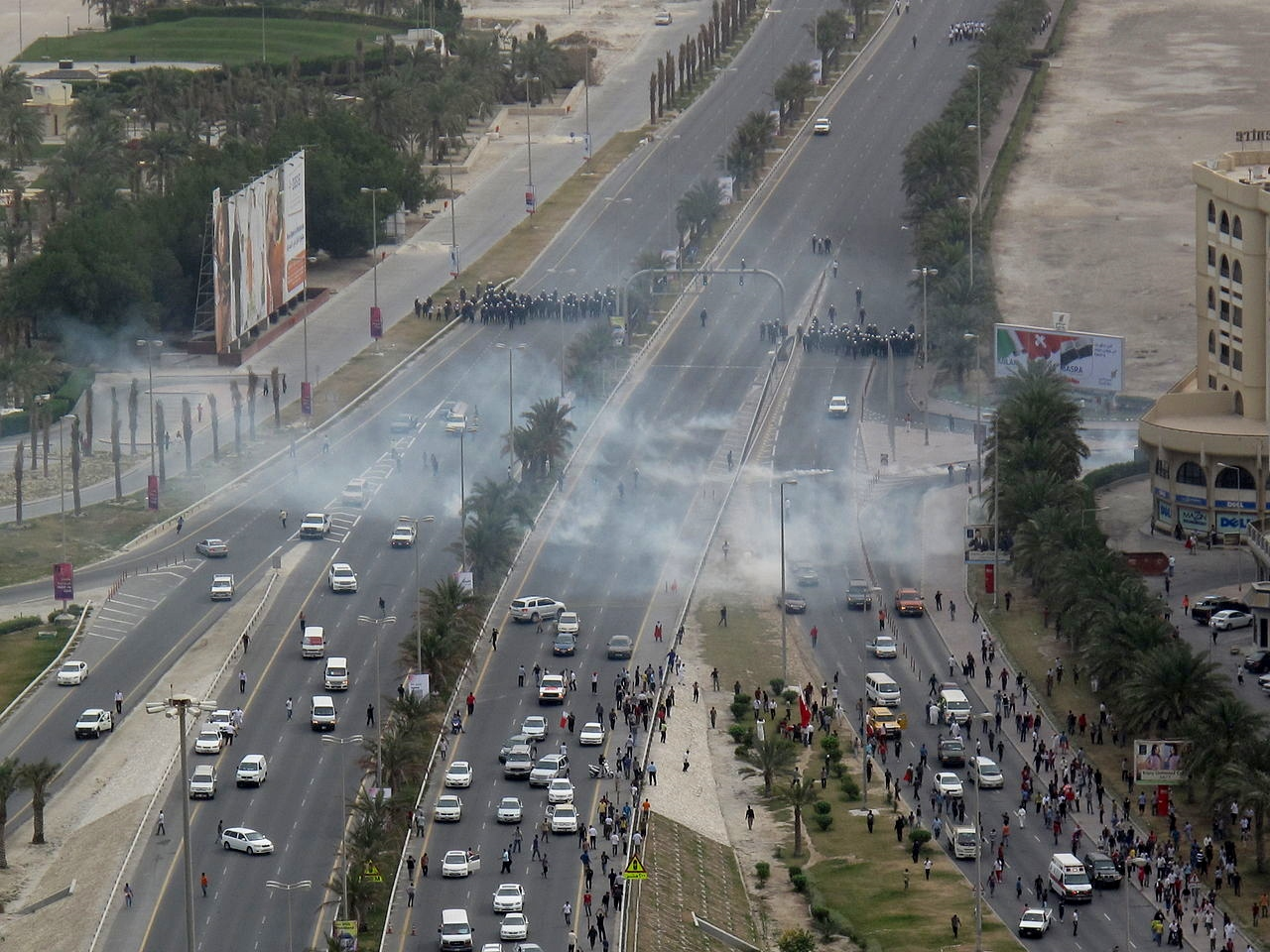
Enfrentamientos entre la policía y los manifestantes en Manama ,marzo de 2011

A pesar de la intervención militar extranjera del CCG y la ley marcial impuesta por el monarca sunita de Baréin, el día 25 de marzo hubo protestas en la isla-estado, en suburbios de mayoría chiíes en la capital y en aldeas y poblados chiíes como los de Al-Dair, Malakiya y Karzakan, que fueron reprimidos por las fuerzas militares y policiales de Baréin. Mientras, en Ginebra, la ministra de desarrollo social, Fatima Albalooshi, rechazó la idea de emprender una investigación internacional independiente sobre la muerte de manifestantes durante el último mes.
También hubo protestas en la isla de Sitra, el centro de la industria del crudo de Baréin. Los líderes de la oposición de Baréin y los activistas de los derechos humanos dijeron que un hombre murió en las protestas y que por lo menos 50 personas resultaron heridas. Isa Mohammed, un paciente de cáncer de 71 años, murió sofocado como consecuencia de los gases lacrimógenos que entraron en su vivienda empujados por el viento en Mamir, señaló una figura de la oposición.
Video de la Protesta en Baréin de 25 de marzo

## Actualidad de Baréin del 26 al 28 de marzo de 2011

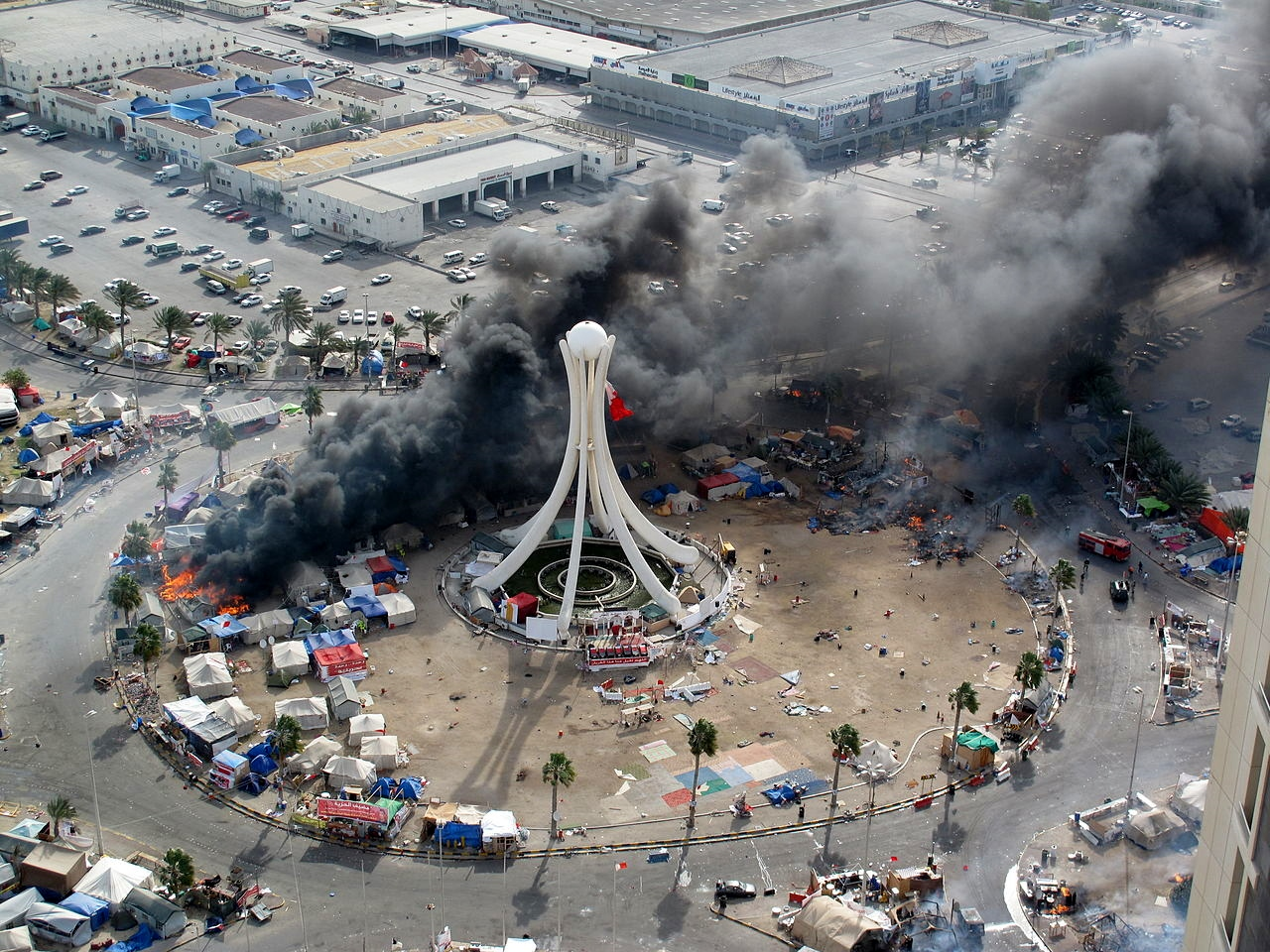
Enfrentamientos violentos entre el ejército de Baréin y los manifestantes en Manama

Baréin tuvo en los últimos días 44 desapariciones y 250 arrestos, según el partido opositor Wefaq, quien explicó que muchas personas fueron detenidas en puestos de control o durante allanamientos en viviendas.
Algunos denunciaron la desaparición de familiares y varias personas que habían sido dadas por desaparecidas resultaron muertas en circunstancias no claras.

### Kuwait
El domingo 27 de marzo el principal grupo opositor de Baréin, Wefaq, aceptó a Kuwait como mediador con el gobierno de Manama para poner fin a la crisis política que remece al pequeño reino, pero el lunes siguiente el ministro de asuntos exteriores bahreiní, Jaled bin Ahmed bin Mohammed al Jalifa, ha dicho que es "completamente falso" que Kuwait medie en la crisis política en Baréin para intentar resolverla.
El ministro de exteriores aseguró en su página de Twitter que no había planes de diálogo auspiciados por las autoridades de Kuwait. "Cualquier información sobre la mediación de Kuwait en Baréin es completamente falsa. Hubo anteriores esfuerzos que no fueron contestados, pero esto se acabó con el estado de seguridad nacional" (estado de emergencia), comentó.
El monarca de Baréin impuso a principios de mes el estado de emergencia en un intento por acabar con las revueltas, inspiradas por las protestas de Oriente Próximo y el norte de África.

## Sucesos desde el 1 al 5 de abril de 2011

### El gobierno de Baréin prohíbe la publicación del principal periódico opositor
Las autoridades de Baréin prohibieron el domingo 3 la publicación del principal periódico opositor en un acentuado esfuerzo por acallar a medios de comunicación que critican al gobierno y aplicar mano dura contra la oposición chií en esta nación gobernada por suníes. 
La edición del periódico Al-Wasat no se publicó este domingo, luego que el Ministerio de Información ordenara el cierre del diario. La versión por internet del periódico también fue bloqueada.

### Países del Golfo Pérsico rechazan la supuesta interferencia de Irán
Los países del Golfo Pérsico expresaron, el domingo 3, su preocupación por lo que consideraron una interferencia iraní en sus asuntos, luego de que Teherán se opusiera al envío de tropas de Arabia Saudita a Baréin y se detectara una red de espionaje que elevó las tensiones.
Una declaración emitida tras una reunión de ministros de relaciones exteriores rechazó la "interferencia permanente" de Irán en los asuntos internos de los seis miembros del CCG. Los ministros "condenan severamente la interferencia iraní en los asuntos internos de Baréin, que es una violación de los pactos internacionales", sostuvo.

### Objetivo: evitar una "agresión extranjera"
El jefe de las tropas enviadas por Arabia Saudí y Emiratos Árabes Unidos (EAU) a Baréin, el general Mutlaq bin Salem, ha explicado que su objetivo es evitar una "agresión extranjera" en el país árabe, en el marco de las revueltas populares contra el régimen. "Nuestra misión es proteger el reino de Baréin de cualquier agresión extranjera, además de proteger las instituciones y los centros estratégicos, así como las bases militares", ha dicho Bin Salem en declaraciones ofrecidas al diario saudí Okaz. Interrogado sobre el tiempo que estas tropas permanecerán desplegadas en Baréin, ha rehusado adelantar una fecha concreta aduciendo a razones de seguridad. "Nuestra presencia dependerá del tiempo que sea necesaria", dijo. 

### Condena de la Organización Reporteros Sin Fronteras
Reporteros Sin Fronteras (RSF) acusó a los gobiernos de Baréin, Yemen y Siria de querer imponer un "silencio mediático" en sus países mediante el "hostigamiento" a periodistas nacionales y extranjeros y el cierre de medios de comunicación. En un comunicado, la organización denunció la actuación del poder ejecutivo de Baréin para controlar la información sobre el movimiento de protesta en el país a través del cierre temporal del periódico de la oposición Al-Wassat, el arresto de blogueros y la intimidación a equipos de periodistas extranjeros.

### Irán vs el Consejo de Cooperación del Golfo
La situación de Baréin enfrentó a Irán con sus vecinos del CCG, el cual denuncia una supuesta interferencia del país persa en asuntos internos de la nación archipiélago del Golfo Pérsico, pero Irán contesta que el presidente Mahmoud Ahmadinejad afirmó que recientes críticas del CCG a Irán por supuesta interferencia en asuntos árabes respondieron a presiones de Estados Unidos, y rechazó tales acusaciones. "Irán no confiere valor legal a ese pronunciamiento. Está claro que fue emitido bajo presión política de Estados Unidos y sus aliados", opinó el mandatario en declaraciones difundidas por la televisión estatal al reseñar una reunión de cancilleres del referido bloque. El jefe de Estado agregó que la república islámica mantiene relaciones "positivas y constructivas" con sus vecinos árabes, pero advirtió a estos de asumir que el gobierno norteamericano es un aliado en detrimento de los nexos con Teherán y además reiteró su apoyo a los chitas de Baréin contra la ocupación saudita.

### Rechazo turco
El ministro de relaciones exteriores de Turquía, Ahmet Davudoglu, rechazó la intervención de cualquier país en los asuntos internos del reino de Baréin. El ministro turco dijo durante su visita a Baréin que apoya la seguridad, la estabilidad y la asociación entre los países que integran el CCG y Turquía. Además, negó que su gobierno esté siendo mediador entre la monarquía de Baréin y los opositores.

## 6 de abril

### Revisión de relaciones bilaterales
El Parlamento Europeo (PE) urgió a la Unión Europea que tenga en cuenta en sus relaciones bilaterales con Siria, Baréin y Yemen la actitud violenta de sus fuerzas de seguridad en la represión a las protestas por reformas democráticas. El mensaje fue transmitido en un debate con representantes del servicio de relaciones exteriores de la Comisión Europea y consta de una resolución pactada por todos los grupos políticos del hemiciclo pendiente de recibir el visto bueno del pleno. En este mensaje urgió a los gobiernos árabes y a las sociedades civiles a un diálogo sincero para la democratización y condenó los hechos violentos en estas protestas.
Comunicado del Parlamento Europeo

### Clérigos y diputados iraníes
Diputados al parlamento de Irán (majlis) instaron hoy a Arabia Saudita a usar su poderío militar contra el sionismo israelí y abstenerse de atacar a chiitas en Baréin, reclamo que también suscribieron ulemas persas. Al menos 200 de los 290 legisladores condenaron enérgicamente al reino wahabita por enviar mil soldados y vehículos militares a la isla del golfo pérsico para ayudar a la monarquía de Al Khalifa a aplastar una reciente rebelión de la mayoría chiita. Los parlamentarios reprobaron la represión contra quienes describieron como personas inocentes e indefensas, y subrayaron que "el ejército saudita no ha aprendido nada de la cultura islámica".

### Hospital fantasma
El complejo médico Salmaniya, unas de las joyas de la corona en el sistema médico del archipiélago, se ha convertido en hospital fantasma después del ataque de las fuerzas de seguridad que reprimieron a los manifestantes en Baréin y atacaron al personal médico que atendía a los heridos.

### Una coalición de ONG pide al Consejo de DDHH de la ONU que actúe contra la represión en Siria, Baréin y Yemen
Una coalición de ONG especialista en la defensa de los derechos humanos pide al Consejo de Derechos Humanos de la ONU que actúe de forma urgente contra la violenta represión que se está produciendo en Siria, Baréin y Yemen sobre las manifestaciones antigubernamentales.

## 7 - 8 de abril

### Médicos Sin Fronteras
La organización Médicos Sin Fronteras acusa a militares de Baréin de atacar deliberadamente a los médicos y hospitales. Muchos pacientes, incluso algunos con lesiones graves, se han negado a ir al hospital por temor a su seguridad, informó, y agregó que "las heridas se utilizan para identificar a los manifestantes, el acceso restringido a la atención de la salud se está utilizando para disuadir a la gente de protestar y aquellos que se atreven a buscar tratamiento en centros de salud están siendo arrestados". MSF destacó el Hospital de Salmaniya , el más grande del país, como un ejemplo de la politización de la asistencia sanitaria en Baréin.

### El Departamento de Estado de EEUU critica a regímenes en crisis del Medio Oriente
Washington, en su reporte anual de los derechos humanos, criticó las violaciones a los derechos humanos en Libia, Siria y Baréin ocurridas antes de que estos países se vieran sacudidos por los movimientos de oposición al poder y esperó que las victorias tunecina y egipcia inciten a toda la región. El departamento de Estado criticó el arresto en Baréin, por parte de responsables suníes, de más de 200 chiitas antes de las elecciones de octubre de 2010. Además, el departamento lamentó que el gobierno prohibiera las páginas de internet de los partidos opositores.

### El príncipe de Baréin se compromete con las reformas
El príncipe heredero de la monarquía bareiní, Salman bin Hamad bin Isa al Jalifa, aseguró que está comprometido con las reformas aunque advirtió que no habrá "clemencia" para aquellos que intenten dividir el país.

### Prestigiosa ONG denuncia
Human Rights Watch denunció este viernes "las detenciones arbitrarias" y señaló que los detenidos liberados informaron que habían sufrido golpes y abusos. La ONG pidió al gobierno que informe y dé razones por las detenciones. "El estado de emergencia no proporciona a las autoridades vía libre para pisotear los derechos humanos básicos", declaró el subdirector de HRW en Oriente Próximo, Joe Stork. "Baréin ha creado un estado de terror, no un estado de seguridad", añadió.

### Protestas en Arabia Saudita
Cientos de chiíes también se manifestaron ayer en el este de Arabia Saudita para reclamar la retirada de las tropas de su país desplegadas en Baréin, así como para reclamar un incremento de los derechos y libertades políticas. Las manifestaciones se desarrollaron de forma pacífica en varias localidades. A ninguna de estas marchas acudieron policías antidisturbios.

## Ataque a activistas de derechos humanos (9 de abril)
Las fuerzas de seguridad de Baréin detuvieron a uno de los más prominentes activistas de derechos humanos del país, Abdulhadi al Khawaja, después de golpearlo hasta dejarlo inconsciente. Según su hija, Maryam al Khawaja, agentes de seguridad rompieron la puerta de la casa del activista, lo sometieron a una brutal paliza y se lo llevaron. No se ofreció explicación alguna de su detención, dijo, pero su padre había llamado a un derrocamiento de la monarquía.

## 10 de abril

### Activistas muertos

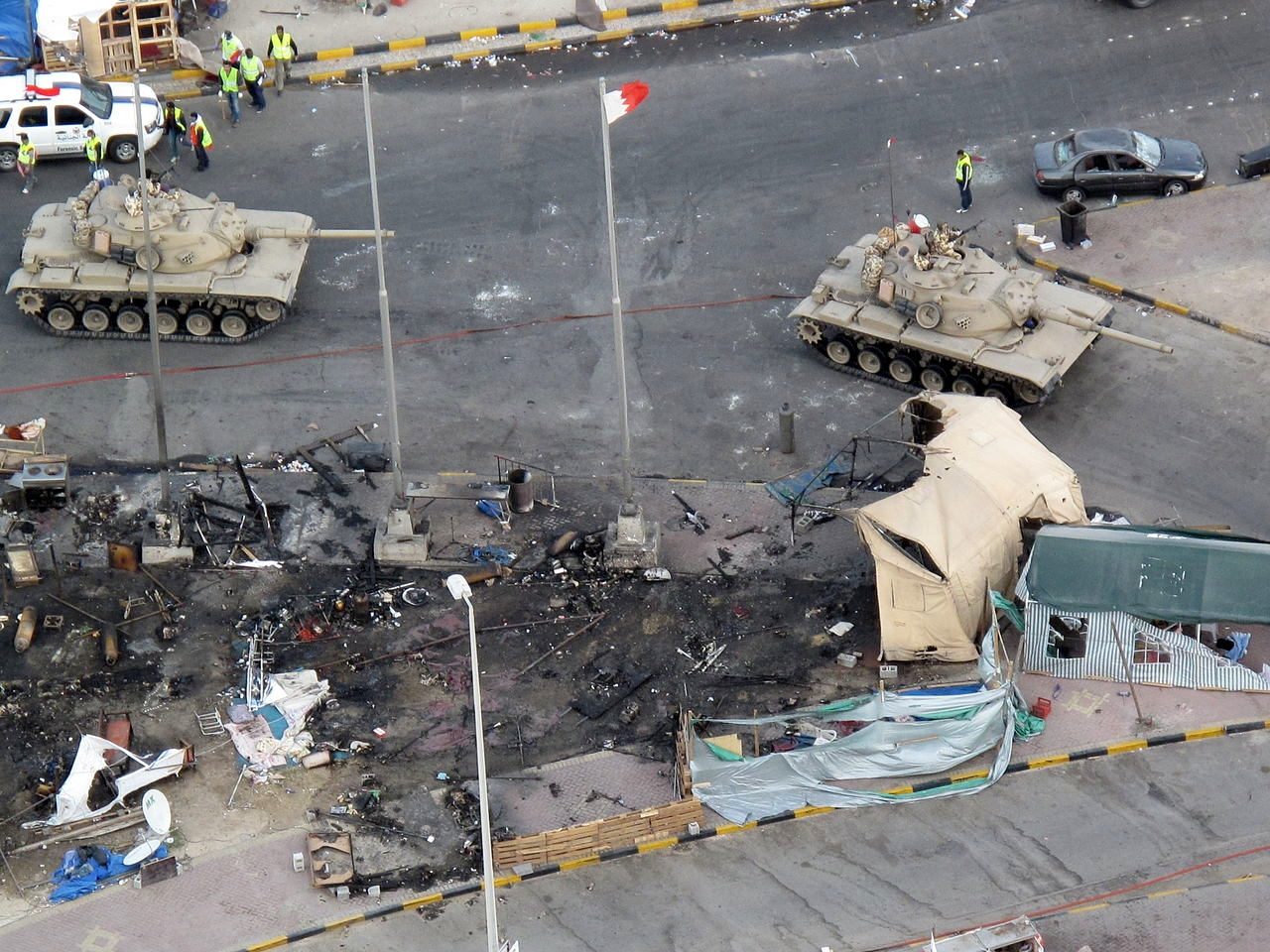
La policía antidisturbios y las fuerzas del ejército, apoyadas por vehículos blindados y un helicóptero militar, asaltan la rotonda de la Perla.

El Ministerio del Interior de Baréin ha hecho público que dos manifestantes detenidos han fallecido mientras estaban bajo custodia policial. Varios grupos de activistas por los derechos humanos han señalado que ambas muertes se han producido a causa de los abusos físicos de las fuerzas de seguridad.

### Más de 500 opositores detenidos
El Centro Baréiní para los Derechos Humanos (BCHR) ha señalado que el número de activistas de la oposición detenidos en el país del Golfo ha excedido ya a los 500 -entre los que se encuentran 17 mujeres-, además de 18 desaparecidos, según ha informado el canal de televisión iraní PressTV. Desde el comienzo de las protestas en Baréin, decenas de manifestantes antigubernamentales han sido asesinados y muchos más se encuentran en paradero desconocido. Los cadáveres de los desaparecidos son habitualmente encontrados días después. El presidente del BCHR, Nabil Rajab, ha señalado que en la actualidad uno de cada mil bareiníes está detenido por motivos políticos.

## Aniversario de las protestas
Vigilancia reforzada, detenciones y disturbios. Así transcurrió la conmemoración del primer aniversario de las protestas prodemocráticas que tuvieron lugar en Manama, la capital de Baréin.
Los manifestantes intentaron llegar como hace un año a la simbólica Plaza de la Perla, pero el fuerte dispositivo del ejército y la policía impidió el paso a las marchas con gases lacrimógenos y pelotas de goma.

## Redada de opositores antes del Gran Premio de Baréin de Fórmula 1

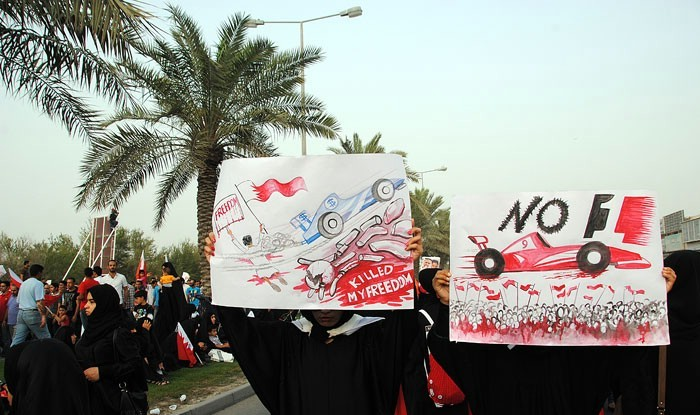
Manifestantes con carteles contra la F1 durante una protesta el 20 de abril de 2011.

Las autoridades de Baréin han detenido a unas 80 personas, supuestamente líderes opositores, en una operación preventiva antes del Gran Premio de Baréin de Fórmula 1, que ha de celebrarse en la capital de la isla. El martes, centenares de personas se manifestaron cerca del aeropuerto, donde se almacenan los equipos para la carrera y han comenzado a llegar los participantes.
Al mismo tiempo, el militante chií Abdel Hadi al Jawaya, condenado a cadena perpetua por un supuesto complot contra la dinastía suní, ha rechazado a partir de este miércoles la alimentación intravenosa, según su esposa. Jawaya, que tiene también la nacionalidad danesa, está en huelga de hambre desde el 8 de febrero para pedir su liberación.
La Federación Internacional del Automóvil ha anunciado que la carrera, anulada en 2011 por las protestas, tendría lugar en la fecha prevista. El príncipe hereditario de Baréin ha pedido a la oposición que no instrumentalice el evento.

### Invitación al jefe de la oposición
El patrón de la Fórmula 1, Bernie Ecclestone, ha invitado al Circuito Internacional de Baréin al jefe de la oposición de Baréin, Jasim Hisain, en una muestra de que el campeonato no se posiciona políticamente en ningún conflicto. De hecho, al responsable de la oposición del país árabe se le ha visto en el trazado de Shakir durante este jueves. Se trata de una estrategia de Ecclestone para calmar los ánimos de un país que vive momentos de tensión política en algunos núcleos de su territorio. En Manama, la capital de Baréin, se mantiena la calma absoluta y no hay incidentes. No hay mayor presencia policial en las calles de la ciudad y los habitantes hacen una vida totalmente normal. La maniobra de Ecclestone de invitar al jefe de la oposición calma de alguna forma a los seguidores que están en contra del régimen de Baréin.

## Protesta antes y después de la carrera
Activistas opositores y de derechos humanos de Baréin afirmaron hoy que la imagen de la monarquía Al-Khalifa se deterioró por la violencia empleada para reprimir manifestaciones pacíficas contra el Gran Premio de Fórmula 1. Contrario al mutismo de hace dos semanas, los principales medios noticiosos internacionales y de Medio Oriente reseñaron las protestas chiitas en demanda de igualdad de derechos y de reformas democráticas, opinaron analistas del partido El-Wefaq, el principal de la oposición. La represión policial, las violaciones de derechos humanos y la falta de libertad para manifestarse fueron evidentes, indicaron miembros de El-Wefaq al hacer un balance de las demostraciones convocadas para tratar de impedir la carrera de Fórmula 1. El certamen ganado por el piloto alemán Sebastián Vettel se realizó el domingo en el circuito de Sakhir, en medio de fuertes medidas de seguridad y de protestas callejeras que contrastaron con la imagen de estabilidad que el gobierno trató de trasmitir hacia el exterior. Las protestas prodemocracia en el emirato han dejado un muerto y la oposición denuncia el silencio absoluto del mundo de la Fórmula 1, que ayer celebró el Gran Premio como si nada hubiera pasado. Es más, los activistas denuncian que la policía no ha entregado el cadáver del manifestante muerto a la familia para evitar que el funeral y la carrera coincidieran y no poner en peligro la competición.

### Disturbios
Cientos de activistas se enfrentaron el lunes 23 de abril de 2012 a la policía en Baréin tras el funeral del manifestante muerto durante el fin de semana en una aldea cercana a Manama, la capital. La muerte del manifestante coincidió con la celebración del Gran Premio de Fórmula 1, que ha suscitado una gran polémica en el país. Los manifestantes acusan al gobierno suní de utilizar el evento para desviar la atención de la crisis política que vive el país.

### Diciembre de 2012
A pesar de un bloqueo general a todas las reuniones de protesta en Baréin, manifestantes marcharon en Bank Jamra la noche del jueves 6 de diciembre de 2012 para protestar por los disparos de la policía contra Aqeel Mohsin.